# Witmarsum (Nederland)
Witmarsum (Fries: Wytmarsum) is een dorp van de gemeente Súdwest-Fryslân in de Nederlandse provincie Friesland. Witmarsum ligt tussen Bolsward en Harlingen, ten noorden van de A7.  De Witmarsumervaart loopt midden door het dorp.
In 2023 telde het dorp 1.795 inwoners. In het postcodegebied van het dorp liggen de buurtschappen Harkezijl, Het Vliet, Kampen, Koudehuizum en Oosthem.

## Geschiedenis
Uit archeologische vondsten blijkt dat het dorp is ontstaan op een terp in de vroege Middeleeuwen. Het dorp is in de loop van de middeleeuwen al gaan groeien buiten de terp.
In 1270 werd de plaats voor zover bekend is voor het eerst vermeld, als Witmarsum, in 1400 werd het vermeld als Witmerzim, in 1456 als Withmarsum, in 1482 als
Witmerssum en in 1505 als Witmaersum. De plaatsnaam zou duiden op een woonplaats (heem/um) van de persoon Witmer.
Het dorp heeft meerdere states gekend, zoals de Aylva State.
Tot 2011 was Witmarsum de hoofdplaats van de voormalige gemeente Wonseradeel.

## Menno Simons
Het dorp is bekend als de geboorteplaats van de priester en leidinggevende anabaptistische reformator (kerkhervormer) Menno Simons. Menno Simons was pastoor in Witmarsum toen hij in 1535 afstand nam van de Rooms-Katholieke Kerk en voorman werd van de Doopsgezinden, onder wie een klein deel van zijn parochianen. Buiten Witmarsum aan ''It Fliet'' staat een monument op de plek waar Menno gepredikt heeft.
Hij is de enige hervormer van Nederlandse bodem die een geloofsgemeenschap naliet die over de hele wereld is verspreid. Regelmatig bezoeken Doopsgezinden of Mennonieten uit alle windhoeken Witmarsum en Pingjum. In Pingjum bevindt zich een doopsgezind schuilkerkje, waar een diaserie wordt vertoond over het leven van Menno Simons.

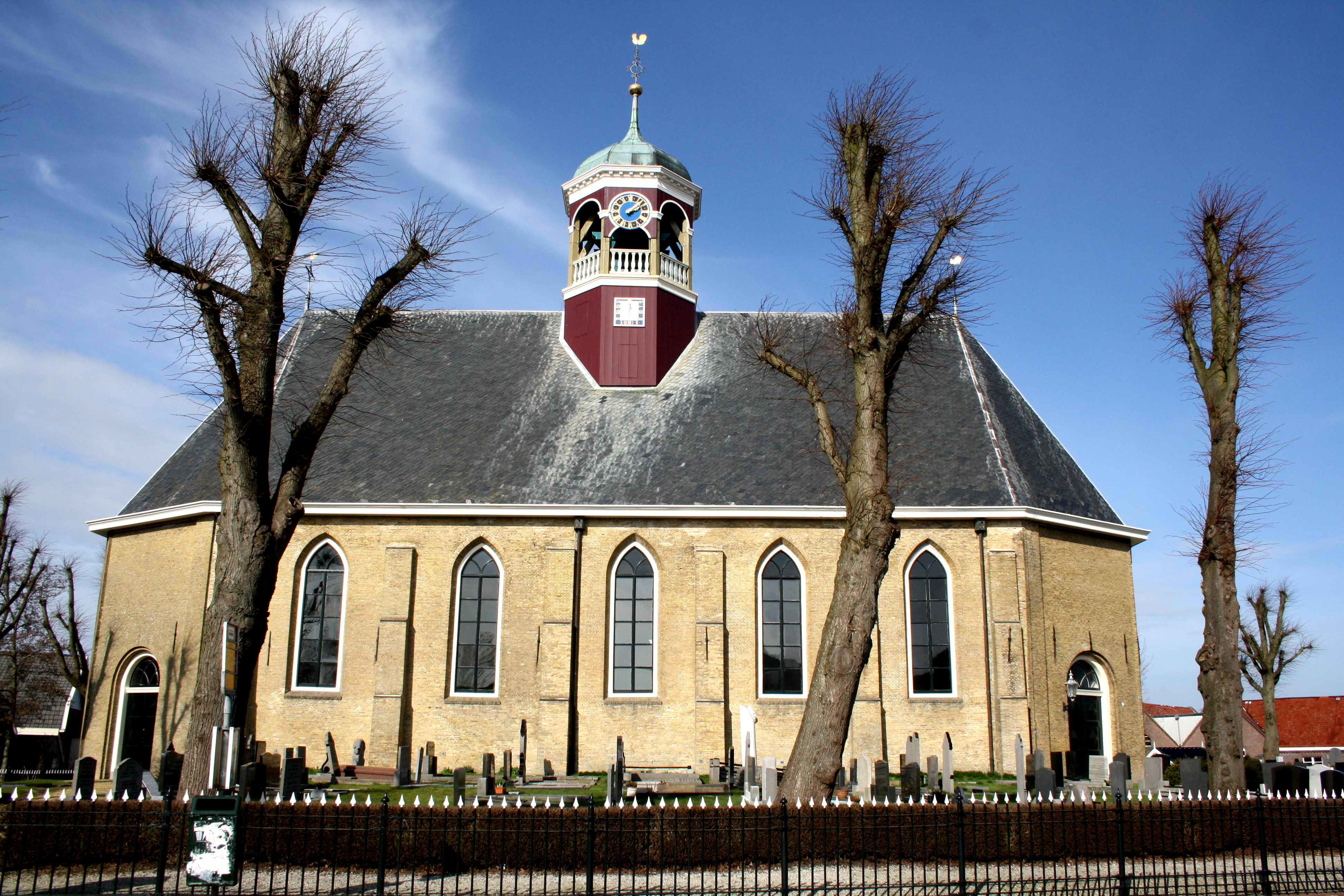
Koepelkerk

## Kerken
Midden in het dorp staat de Koepelkerk. De huidige kerk stamt uit 1633, maar al in de tiende eeuw staat op deze plek een kerk. Menno Simons was pastoor in deze kerk. Tijdens de Tweede Wereldoorlog stortte een Engelse bommenwerper bij Witmarsum neer. Vijf van de zes bemanningsleden overleden direct en liggen begraven op het Erehof Witmarsum, op het kerkhof van de Koepelkerk.
Aan de rand van het dorp staat sinds de 19e eeuw de Rooms-katholieke kerk gewijd aan de heilige Nicolaas van Tolentijn.

## Molens

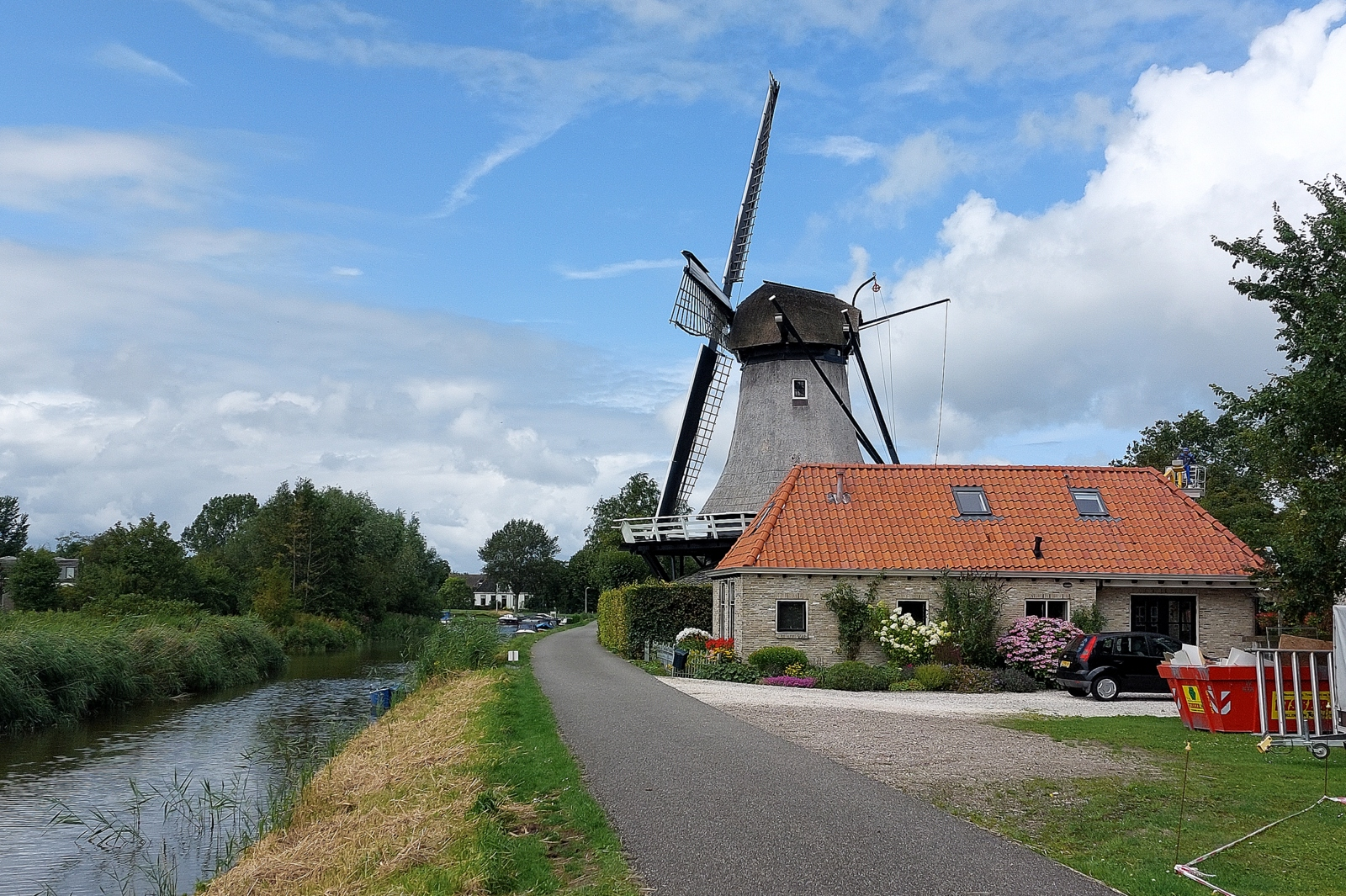
De Onderneming

In het dorp staat een windmolen, de in 1850 gebouwde koren- en pelmolen De Onderneming. Zo'n 2,5 km ten oosten van het dorp staat in de buurtschap Hemert de Pankoekstermolen, een uit 1900 daterende poldermolen.

## Sport
De oudste sportvereniging is de opgerichte ijsvereniging Witmarsum, in 1864 opgericht. De Kaatsvereniging KV Pim Mulier werd opgericht in 1886.
Andere sportverenigingen zijn onder meer voetbalvereniging SV Mulier, Tennisvereniging T.C.W.. gymnastiekvereniging VenO, judovereniging De Súdwester en volleybalvereniging Thrium.
Verder wordt er jaarlijks in september Triatlon Witmarsum gehouden.

## Cultuur
Het dorp heeft een muziekvereniging Nij Libben, die bekend is van de fanfare. Verder is er een christelijk gemengde zangvereniging Scheppingsgave, twee toneelverenigingen en wordt een dorpskrant De Koepel uitgebracht.
Ieder jaar vindt in oktober het Oktoberfest plaats.

## Onderwijs
Het dorp heeft twee basisscholen, De Bonkelder en De Utskoat.

## Bevolkingsontwikkeling
- 2023 - 1795
- 2021 - 1775
- 2019 - 1775
- 2018 - 1730
- 2004 - 1804
- 2003 - 1862
- 2002 - 1887
- 1999 - 1816

## Geboren in Witmarsum

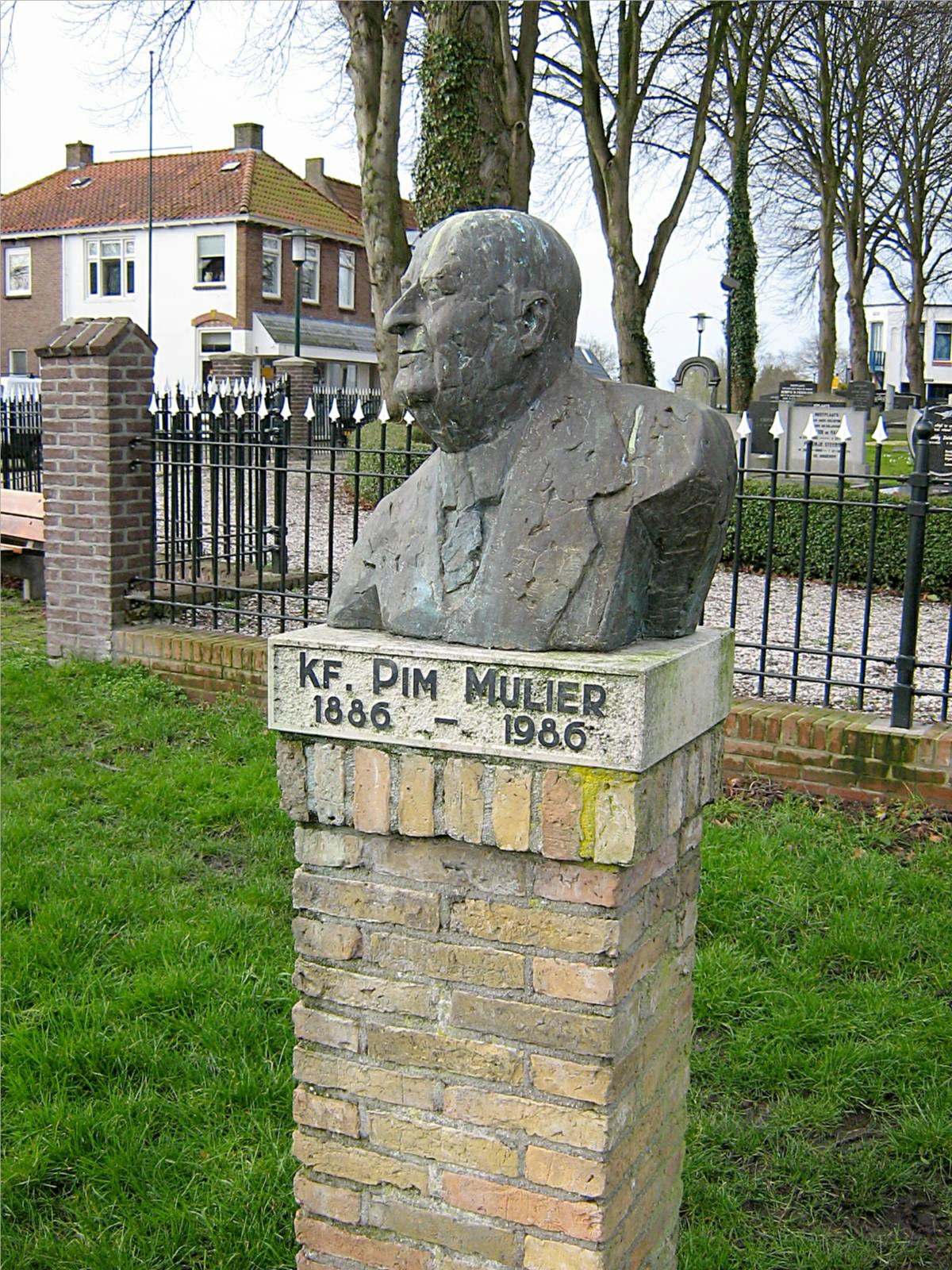
Buste voor Pim Mulier, van Frank Zeilstra

- Menno Simons (circa 1496-1561), priester en leidinggevende anabaptistische reformator (kerkhervormer)
- Hobbe Esaias van Aylva (1696-1772), vooraanstaand militair in de Noordelijke Nederlanden
- Hobbe Smith (1862-1942), kunstschilder
- Pim Mulier (1865-1954), een van de grondleggers van de moderne sport in Nederland. In Witmarsum dragen zowel de voetbalvereniging als de kaatsvereniging zijn naam.
- Sikke Smeding (1889-1967), landbouwkundig ingenieur en ambtelijk bestuurder
- Johannes Werkhoven (1891-1965), burgemeester van Ferwerderadeel
- Jacob Reitsma (1945-), politicus
- Hans Simons (1947-2019), politicus
- Doekle Terpstra (1956-), vakbondsman en bestuurder
- Jeroen Zeinstra (1975-), hardloper en atletiektrainer
- Folkert van der Wei (1980-), kaatser